# مايك دي بلاسيدو
مايك دي بلاسيدو (بالإنجليزية: Mike De Placido)‏ هو لاعب كرة قدم بريطاني في مركز نصف الجناح، ولد في 9 مارس 1954 في سكاربورو في المملكة المتحدة. لعب مع نادي سكاربورو ونادي يورك سيتي.